# 20,Stop it.
『20,Stop it.』(20,ストップ イット.) は、日本のラッパー/トラックメイカーのKID FRESINOの4枚目のオリジナルアルバム。2021年1月9日にDogear Records/AWDR/LRより発売された。前作『ai qing』より約2年ぶりとなるアルバムである。なお、1月6日に全収録曲が各種音楽配信サービスにて先行リリースされた。

## 背景と制作
KID FRESINOは、2018年末にアルバム『ai qing』をリリースして、「自分の中では粗があるように感じるんだけど、初めて納得がいった作品を世に出した」という感触を得ていたという。また、同作のリリース後はライブの回数が増えていき、FRESINOはこれについて「日進月歩でバンドの形態のライブでの経験を重ねていった日々だった」と語っている。さらに、『ai qing』の頃は私生活がバタバタしていたが、本作の制作期間では、生活に落ち着きが訪れ、それがもたらした心境の変化もあった。自らの家族と暮らす中で幸福感を心底感じることもあったが、「制作する態度として、満たされていない自分という意識を持ち続けることがもっとも大切」と考えるFRESINOにとって、これがアンビバレントな心境につながったという。また、「2020年1月にボン・イヴェールのライブを観て、いい音楽が何なのか分かった気がした」と語り、本作について「この作品はその“いい音楽”を具現化した最初の草案となるアルバムなんです」と述べている。
FRESINOによると本作は「意識としては『ài qíng』から地続きの作品」であり、「『ài qíng』以上にバラエティーに富んだ図鑑みたいなアルバムにしたくて、自分の頭の中にあるアイデアや自分の音楽的な歴史、その断片を散りばめて、1曲、1曲作っていった」という。その中で、「今のヒップホップは多様性をはらんでいるから、色んな要素が入り交じったシングルコレクション的な作品にどうしてもなってしまいがちなんですけど、自分はアルバムというフォーマットにこだわって、作品をまとめようと試行錯誤した」とも述べている。本作では、プロデューサーに、旧知の仲であるSeiho、JJJや、ロンドンを拠点に活動するobject blueを迎えている。また、ヒップホップ界御用達のエンジニアであるillicit tsuboi、D.O.I.に加えて、新たに浦本雅史が収録曲6曲のミックスを行った。マスタリングは、ロンドンのメトロポリス・スタジオのスチュアート・ホークス (Stuart Hawkes) が手掛けている。バンド編成は、ペトロールズの三浦淳悟（bass）、カメラ＝万年筆の佐藤優介（keyboard）、Yasei Collectiveの斎藤拓郎（guitar, keyboard）、millennium paradeの石若駿（drums）、小林うてな（steelpan, keyboard, chorus）らが軸になっている。

## 音楽性
本アルバムは、最新のダンスミュージックのスタイルを織り込んでミニマルに仕上げたトラックと、バンドによるアンサンブルが共存しているが、全体としてはジャンルレスな音楽性となっている。アーバンR&B風の「dejavu」から、コンガが絡むジャングル・ビート風の「Girl got a cute face」、トラップとハードなテクノが入れ替わり立ち替わりする「lea seydoux」、そしてカネコアヤノを迎え最終的にフォーク・ソングに着地する「Cats & Dogs」と、それぞれの楽曲のジャンルは様々である。リリックの面では、前作『ai qing』よりも英語の比重が大きくなっている。FRESINOはこれについて「今の自分の言葉の価値観として、リリックのなかで使いづらい日本語が多すぎる点と、シンプルな話、オケに対して自分が理想とする言葉の乗せ方と日本語がうまく合致しなかった。」と語っている。

配信シングルとして先行配信された「No Sun」は、Against All Logicの「I Never Dream」に着想を得たといい、様々な楽器の音が重なり、その上にパーカッシヴなラップが乗って初めて全体が浮かび上がる独特な雰囲気の曲となっている。音楽ライターの井草七海はこの曲について次のように指摘している。
「細かなドラム・フィルが生み出す躍動感、スティール・パンやシンセが湧き立たせる静かな高揚感、左右のチャンネルからせめぎ合いながら楽曲を引き締めるベース。その只中をひとり高速で駆け抜けていくフレシノのラップ、というコントラストは、今作を何よりも体現している。」
一方、アルバムの最後に収録されたtoeによるリミックスは、ポストロック的なアプローチで作られており、縦横無尽に変化していくサウンドに変幻自在なFRESINOのラップが重なっている。シングルカットされた「Rondo」は、オートチューンが用いられており、またメロディの一部はフジファブリックの「Surfer King」に触発されているという。旧知の先輩や友人で固めた前作に対して、本作はJAGGLAをはじめ、カネコアヤノ、長谷川白紙ら、新たな出会いや繋がりが音楽的な飛躍に繋がった作品となっている。「youth (feat. 長谷川白紙)」は、ストリングスが印象的な、エモーショナルながらもさっぱりとした1曲で、ミニマルなビートの上に冷たく瑞々しいメロディが乗っており、長谷川の透き通るようなフックとリズミカルなFRESINOのラップがメリハリを生んでいる。

## 評価
- ele-kingの大前至は、「間違いなく2021年の日本の音楽シーンを代表するアルバムであり、日本のヒップホップ・シーンの最先端かつ輝かしい未来というものを見せてくれる素晴らしい作品」と評価した[9]。

## 収録曲
| #         | タイトル                                     | 作詞                      | 作曲                                                                                  | 時間  |
| --------- | -------------------------------------------- | ------------------------- | ------------------------------------------------------------------------------------- | ----- |
| 1.        | 「Shit, V12」                                | KID FRESINO               | object blue                                                                           | 3:34  |
| 2.        | 「dejavu (feat． BIM, Shuta Nishida)」       | KID FRESINO・BIM          | KID FRESINO                                                                           | 3:59  |
| 3.        | 「No Sun」                                   | KID FRESINO               | KID FRESINO・三浦淳悟・佐藤優介・斎藤拓郎・小林うてな・柏倉隆史・HSU                  | 4:08  |
| 4.        | 「Lungs (feat． Otagiri)」                   | KID FRESINO・Otagiri      | 三浦淳悟・佐藤優介・斎藤拓郎・石若駿・小林うてな・Kid Fresino                         | 3:12  |
| 5.        | 「j at the edge of the pool」(Instrumental)  |                           | JJJ                                                                                   | 1:14  |
| 6.        | 「Girl got a cute face (feat． Campanella)」 | KID FRESINO・Campanella   | KID FRESINO                                                                           | 2:28  |
| 7.        | 「lea seydoux」                              | KID FRESINO               | Seiho                                                                                 | 2:20  |
| 8.        | 「incident (feat． JAGGLA)」                 | KID FRESINO・JAGGLA       | KID FRESINO                                                                           | 3:27  |
| 9.        | 「Cats ＆ Dogs (feat． カネコアヤノ)」       | KID FRESINO・カネコアヤノ | カネコアヤノ・KID FRESINO・佐藤優介・斎藤拓郎・石若駿・本村拓磨                       |       |
| 10.       | 「come get us」                              | KID FRESINO               | 三浦淳悟・佐藤優介・斎藤拓郎・石若駿・小林うてな・KID FRESINO                         | 3:36  |
| 11.       | 「youth (feat． 長谷川白紙)」                | KID FRESINO・長谷川白紙   | 三浦淳悟・佐藤優介・斎藤拓郎・石若駿・小林うてな・波多野敦子・長谷川白紙・KID FRESINO | 3:26  |
| 12.       | 「Rondo」                                    | KID FRESINO               | KID FRESINO                                                                           | 2:21  |
| 13.       | 「No Sun - toe Remix」                       | KID FRESINO               | KID FRESINO・三浦淳悟・佐藤優介・斎藤拓郎・小林うてな・柏倉隆史・HSU                  | 4:29  |
| 合計時間: | 合計時間:                                    | 合計時間:                 | 合計時間:                                                                             | 43:58 |